# Heteropoda rosea
Heteropoda rosea är en spindelart som beskrevs av Karsch 1879. Heteropoda rosea ingår i släktet Heteropoda och familjen jättekrabbspindlar.
Artens utbredningsområde är Colombia. Inga underarter finns listade i Catalogue of Life.